# Charentsavan
Charentsavan ou Tcharentsavan (en arménien Չարենցավան ; avant 1967 Lusavan), est une ville arménienne située dans le marz de Kotayk. Elle compte 24 806 habitants en 2008. La ville a été fondée en 1948 et est essentiellement industrielle ; son nom lui vient du poète Yéghiché Tcharents.

## Démographie
Depuis 1979, l'évolution démographique de Charentsavan a été la suivante :
| 1979   | 1989   | 2001   | 2004   | 2015   |
| ------ | ------ | ------ | ------ | ------ |
| 24 590 | 32 229 | 25 039 | 24 800 | 20 500 |

| 2020   | - | - | - | - |
| ------ | - | - | - | - |
| 20 400 | - | - | - | - |

| Histogramme de l'évolution démographique de Charentsavan                                                                      |        |
| \| 1979 \| 24 590 \| \| 1989 \| 32 229 \| \| 2001 \| 25 039 \| \| 2004 \| 24 800 \| \| 2015 \| 20 500 \| \| 2020 \| 20 400 \| |        |
| 1979 | 24 590 |
| 1989 | 32 229 |
| 2001 | 25 039 |
| 2004 | 24 800 |
| 2015 | 20 500 |
| 2020 | 20 400 |

## Transports
Charentsavan est située sur la rive gauche de la Hrazdan, à 38 km d'Erevan par la route M4.
La gare de Charentsavan est sur la ligne ferroviaire reliant Erevan et Gyumri.